# Elena Cornaro Piscopia

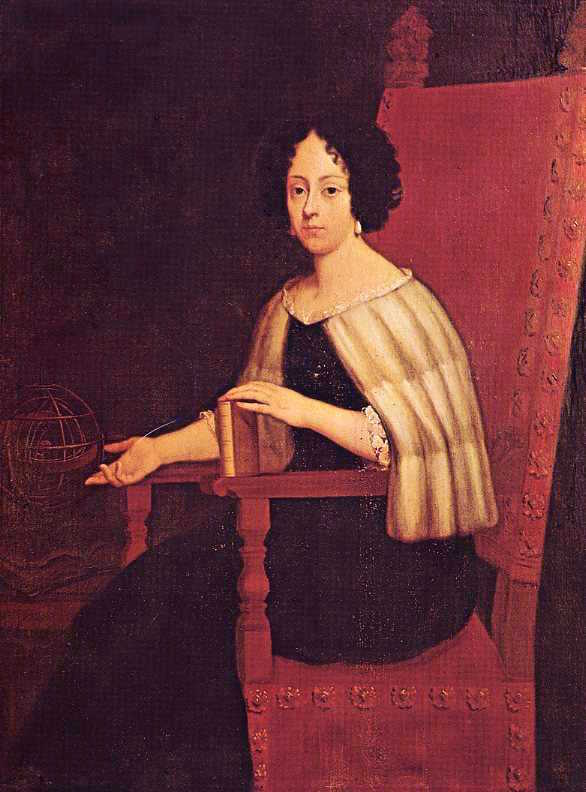
Elena Lucrezia Cornaro Piscopia

Elena Lucrezia Cornaro Piscopia (Venetië, 25 juni 1646 - Padua, 26 juli 1684) was een wetenschapper en oblate van de benedictijnerorde. Zij is bekend als de eerste vrouw ooit die een doctorstitel behaalde aan een universiteit.

## Familie
Elena was een dochter van Gianbattista Cornaro en Zanetta Boni, een gegoede familie in Venetië. Haar vader was procurator van de San Marco basiliek in Venetië; niemand van haar familie of voorouders is evenwel doge van Venetië geweest.

## Studente
Van haar vader mocht de intelligente Elena studeren wat ze wou. Ze koos voor zeven talen: naast Italiaans, Latijn en Grieks, Hebreeuws, Arabisch, Frans en Spaans. Zij had eveneens interesse in muziek en wiskunde. Het frivole leven in Venetië sprak haar niet aan. Door oblate te worden van de benedictijnerorde kon ze toegang hebben tot onderwijs door privéleraars, zonder het strenge kloosterleven te moeten ondergaan. Zo zocht haar vader bijvoorbeeld een rabbijn om haar Hebreeuws en Spaans te leren of een orthodoxe priester uit Kreta voor de Griekse taal. Dezen waren onder de indruk van de intelligentie van Elena.
Onder stimulans van haar vader schreef ze zich in aan de universiteit van Padua, wat in de 17e eeuw ongezien was. Ze studeerde filosofie, wiskunde, natuurkunde en theologie. Zo kreeg ze onder meer les van Carlo Rinaldini, een vriend van Galileo Galilei. Elena was in de ban van de stellingen van Galilei. Zij kreeg daarnaast ook een laurierkrans als winnares van een universitaire wedstrijd van poëzie. Toen ze wou doctoreren in de theologie, greep de kardinaal-aartsbisschop van Padua in. Kardinaal Gregorio Barbarigo (in de 20e eeuw heilig verklaard) verzette zich woest tegen het verlenen van een doctorstitel in de theologie aan een vrouw. Als compromis mocht Elena doctoreren in de filosofie (1678). Omdat de universiteitszaal te klein was voor de grote massa toehoorders, werd de doctorale proef verplaatst naar de kathedraal van Padua. Elena verdedigde briljant stellingen van Aristoteles. Zij werd de eerste vrouw die een doctorstitel haalde aan een universiteit. Haar faam ging over heel Italië tot in het Rooms-Duitse Rijk.

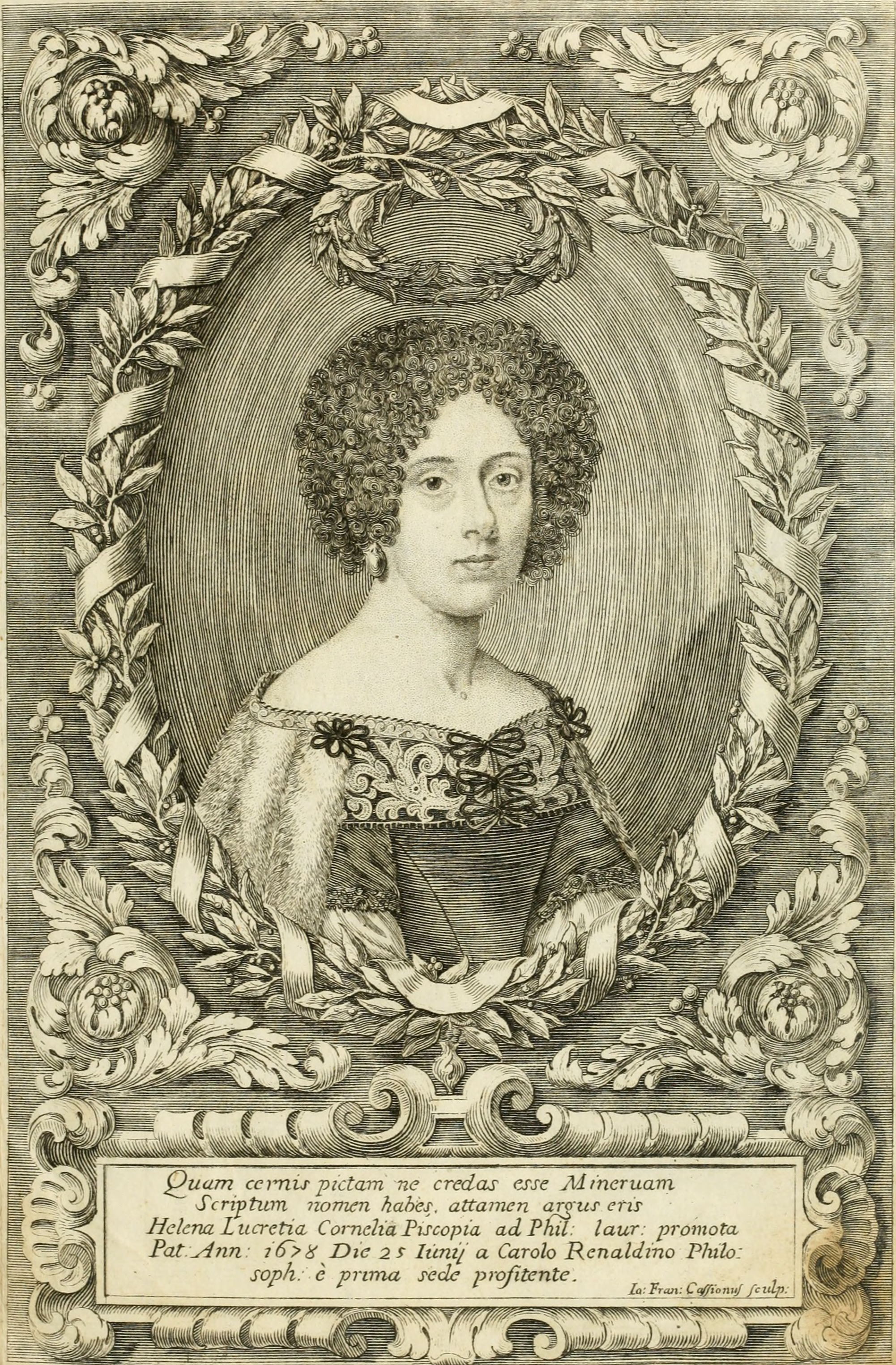
Romeins gedenkschrift bij het overlijden van Elena Lucrezia

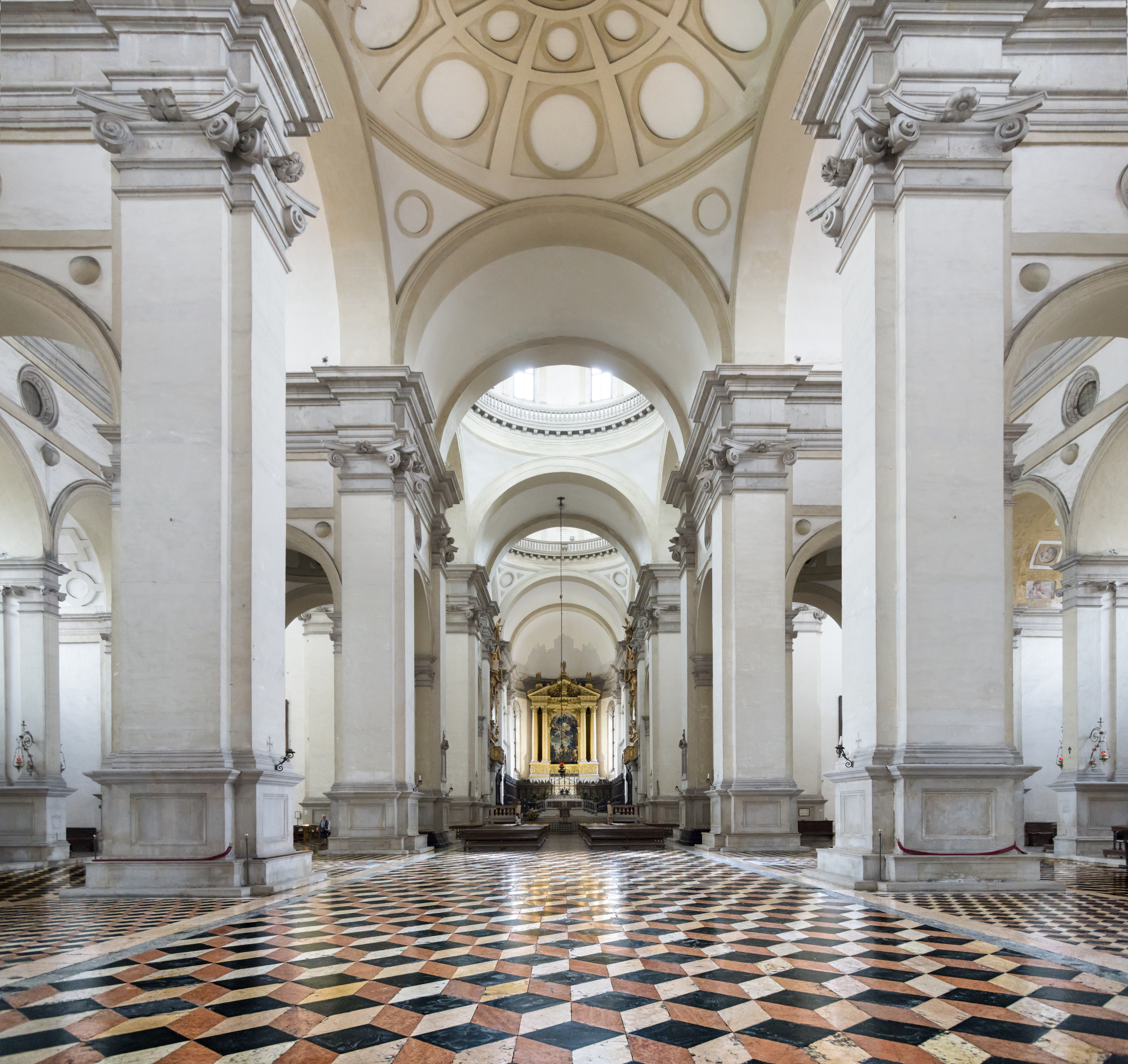
Santa Giustinakerk in Padua, waar Elena Lucrezia begraven werd.

## Wetenschapper
Elena hield zich bezig met lezingen in wetenschappelijke kringen en aan Italiaanse academies: Padua, Rome, Siena, Brescia en Venetië, haar geboortestad. In Venetië regeerde toen de doge Alvise Contarini, die geïnteresseerd was in haar kunde. Zo moest Elena, in aanwezigheid van Venetiaanse senatoren, een filosofisch dispuut houden, in het Latijn en het Grieks, met Venetiaanse priesters. Ook is bekend dat kardinaal Frederik van Hessen-Darmstadt haar consulteerde voor een wiskundig vraagstuk. Elena schreef wetenschappelijke artikels en nam deel aan discussies onder wetenschappers. Zij werd zwaar ziek en leed mogelijks aan tuberculose. Zij stierf in 1684 in Padua, en conform haar wens, werd zij begraven in de Benedictijnerabdij van Padua, in de Santa Giustina-kerk.

## Planeet
Op de planeet Venus is een krater genoemd naar Elena Piscopia.
- Bibsys: 65272
- Biblioteca Nacional de España: XX863107
- Bibliothèque nationale de France: cb16591183r (data)
- Gemeinsame Normdatei: 123372178
- International Standard Name Identifier: 0000 0000 6124 7091
- Library of Congress Control Number: nr95046943
- Nationale Bibliotheek van Tsjechië: osd2016911681
- Nationale Bibliotheek van Israël: 987007427319805171
- Istituto Centrale per il Catalogo Unico: SBLV167575
- Système universitaire de documentation: 129848611
- Virtual International Authority File: 50133485
- WorldCat: E39PBJyMhbkWPgWBMtRc6Qr6rq